# Seirijai
Seirijai (ryska: Сейрияй) är en ort i Litauen. Den ligger i den södra delen av landet, 110 km sydväst om huvudstaden Vilnius. Seirijai ligger 140 meter över havet och antalet invånare är 933.
Terrängen runt Seirijai är platt. Runt Seirijai är det ganska glesbefolkat, med 50 invånare per kvadratkilometer. Närmaste större samhälle är Lazdijai, 19,5 km väster om Seirijai. Omgivningarna runt Seirijai är en mosaik av jordbruksmark och naturlig växtlighet.